# Pelourinho de Carrazeda de Ansiães
O Pelourinho de Carrazeda de Ansiães localiza-se na freguesia de Carrazeda de Ansiães, no município do mesmo nome, distrito de Bragança, em Portugal.
Este pelourinho encontra-se classificado como Imóvel de Interesse Público desde 1933.